# Beatrycze Sycylijska
Beatrycze Sycylijska, wł. Beatrice d’Angiò, fr. Béatrice Sicilienne lub Béatrice d’Anjou (ur. 1252, zm. 1275) – tytularna cesarzowa łacińska, jako żona Filipa I, syna Baldwina II z Konstantynopola (z kapetyńskiej gałęzi rodu de Courtenay) i Marii de Brienne, córki Jana de Brienne, króla Jerozolimy.

## Rodzina
Członkini bocznej linii dynastii Kapetyngów, trzecie dziecko (drugie, które osiągnęło wiek dojrzały) króla Neapolu i Sycylii Karola I Andegaweńskiego i Beatrycze, córki hrabiego Prowansji – Rajmunda Berengara IV. Przez ojca była spokrewniona z dwoma najpotężniejszymi europejskimi monarchami i związana z królewskimi rodzinami połowy kontynentu. Była wnuczką króla Francji Ludwika VIII Lwa i Blanki Kastylijskiej (córki króla Alfonsa VIII Szlachetnego) i siostrą Eleonory Prowansalskiej, żony Henryka III, króla Anglii.

## Życiorys
Zgodnie z traktatem z Viterbo z dnia 27 maja 1267 roku, zawartym między Karolem I Andegaweńskim a Baldwinem II de Courtenay, władcą Cesarstwa Łacińskiego z siedzibą w Konstantynopolu, jej ojciec Karol przejął panowanie nad Korfu (a także nad kilkoma miastami w Albanii), przejął również kontrolę nad Księstwem Achai i wyspami Morza Egejskiego, z wyjątkiem Lesbos, Chios, Samos, Amorgos, które przetrzymywała Republika Wenecji.
Również zgodnie z traktatem zostało zaaranżowane małżeństwo Beatrycze z synem Baldwina Filipem de Courtenay, spadkobiercą Cesarstwa Łacińskiego. Gdyby małżeństwo okazało się bezdzietnie, prawa zięcia zostałyby przekazane teściowi. Beatrycze w czasie podpisywania umowy miała około piętnastu lat. Minęło kilka lat zanim ślub rzeczywiście się odbył, a miało miejsce w Foggi 15 października 1273 roku. Beatrycze miała wówczas 21 lat, jej mąż 30. Niebawem zmarł Baldwin i tytuł cesarza imperium bez ziemi, odziedziczył Filip. Beatrycze wraz z mężem przejęli cesarskie godności, jednak dokumenty lub kroniki, które potwierdzałyby cesarskie tytulatury, nie zachowały się. Po raz pierwszy tytulatura Beatrycze pojawiła się w dokumentach 16 listopada 1275 roku, zaś po raz ostatni w dniu 13 grudnia tego samego roku.
Beatrycze zmarła w tym samym roku.

## Życie prywatne
Jedynym dzieckiem małżeństwa była Katarzyna de Courtenay (1274–1307/1308).